# (700) Auravictrix
(700) Auravictrix ist ein Asteroid des Hauptgürtels, der am 5. Juni 1910 vom deutschen Astronomen Joseph Helffrich in Heidelberg entdeckt wurde.
Der Name steht für die lateinische Bezeichnung für „Sieg gegen den Wind“ und bezieht sich auf die ersten Flüge der Schütte-Lanz Luftschiffe im Jahre 1911.